# Ферідун Бугекер
Ферідун Ісмаїл Бугекер (тур. Feridun İsmail Buğeker, 5 квітня 1933, Стамбул — 6 жовтня 2014, Стамбул) — турецький футболіст, що грав на позиції нападника, зокрема, за клуби «Фенербахче», та «Штутгартер Кікерс», а також національну збірну Туреччини.

## Клубна кар'єра
У футболі дебютував 1952 року виступами за команду «Фенербахче», в якій провів три сезони. 
Своєю грою за цю команду привернув увагу представників тренерського штабу німецького клубу «Штутгартер Кікерс», до складу якого приєднався 1955 року. Відіграв за штутгартський клуб наступні шість сезонів своєї ігрової кар'єри.
1961 року повернувся до клубу «Фенербахче». Цього разу провів у складі його команди два сезони. 
Завершив професійну ігрову кар'єру у клубі «Гезтепе», за який відіграв сезон 1963—1964 років.

## Виступи за збірну
1953 року дебютував в офіційних матчах у складі національної збірної Туреччини. Протягом кар'єри у національній команді провів у її формі 5 матчів.
У складі збірної був учасником чемпіонату світу 1954 року у Швейцарії, де зіграв з ФРН (1-4).
Помер 6 жовтня 2014 року на 82-му році життя у місті Стамбул.